# Ӛ
Ӛ, ə̈ – litera rozszerzonej cyrylicy wykorzystywana w języku chantyjskim. Oznacza dźwięk [ɘ], tj. samogłoskę półprzymkniętą centralną niezaokrągloną. Powstała poprzez połączenie litery Ә ze znakiem diakrytycznym dierezą.

## Kodowanie
| Znak                   | Ӛ                                            | Ӛ                                            | ӛ                                          | ӛ                                          |
| ---------------------- | -------------------------------------------- | -------------------------------------------- | ------------------------------------------ | ------------------------------------------ |
| Nazwa w Unikodzie      | CYRILLIC CAPITAL LETTER SCHWA WITH DIAERESIS | CYRILLIC CAPITAL LETTER SCHWA WITH DIAERESIS | CYRILLIC SMALL LETTER SCHWA WITH DIAERESIS | CYRILLIC SMALL LETTER SCHWA WITH DIAERESIS |
| Kodowanie              | dziesiątkowo                                 | szesnastkowo                                 | dziesiątkowo                               | szesnastkowo                               |
| Unicode                | 1242                                         | U+04DA                                       | 1243                                       | U+04DB                                     |
| UTF-8                  | 211 154                                      | d3 9a                                        | 211 155                                    | d3 9b                                      |
| Odwołania znakowe SGML | &#1242;                                      | &#x04DA;                                     | &#1243;                                    | &#x04DB;                                   |